# Blinding Lights
Blinding Lights is een nummer van de Canadese zanger The Weeknd. Het was de tweede single van zijn vierde studioalbum, After Hours. Het nummer werd op 29 november 2019 op single uitgebracht, twee dagen na de release van Heartless. The Weeknd schreef en produceerde het nummer met de producers Max Martin en Oscar Holter. Belly en Jason Quenneville schreven mee aan het nummer.

## Achtergrond
De single werd een verkoopsucces en behaalde in meer dan 24 landen de nummer 1-positie.
In Nederland was de single in week 51 van 2019 Alarmschijf op Qmusic en werd ook op de overige landelijke radiozenders veel gedraaid. De single werd een gigantische hit en bereikte de nummer 1-positie in de Nederlandse Top 40 op Qmusic en was het de eerste hit ooit die drie keer met tussenpozen de eerste plek wist te bereiken. Na 26 weken in de lijst stond de single nog steeds op de eerste plaats, wat een record is. Daarnaast heeft de single in die lijst ook de records voor 'langst in de top 3' en 'langst in de top 5'. Op 4 juli 2020 verzamelde de hit meer punten in de Nederlandse Top 40 dan Wake Me Up van Avicii, waarmee het net geen vijf jaar lang de succesvolste Alarmschijf ooit was. In maart 2025 verzamelde ex-Alarmschijf Die with a Smile van Lady Gaga en Bruno Mars meer punten in de Nederlandse Top 40 dan Blinding Lights. Ook in de publieke hitlijst; de Mega Top 30 op NPO 3FM werd de nummer 1-positie bereikt, evenals in de Single Top 100 en de 538 Top 50.
In België bereikte de single de nummer 1-positie in zowel de Vlaamse Ultratop 50, de Vlaamse Radio 2 Top 30 als de Waalse hitlijst. Het nummer stond maar liefst 17 weken op nummer 1. Het was het bestverkochte en meest gestreamde nummer van 2020.
In december 2020 riep het NPO 3FM radioprogramma 3voor12 de single uit tot Song van het Jaar.
Sinds de editie van december 2020 staat de single genoteerd in de jaarlijkse NPO Radio Top 2000 van de Nederlandse publieke radiozender NPO Radio 2, met als hoogste notering een 98e positie in 2020.

## Videoclip
De songtekstvideo voor Blinding Lights werd uitgebracht op 6 december 2019. De officiële videoclip werd opgenomen in Fremont Street, Las Vegas.

## Liveoptredens
The Weeknd bracht Blinding Lights live op 6 december 2019 tijdens The Late Show met Stephen Colbert, een dag nadat hij Heartless had gespeeld in dezelfde show.

## Hitnoteringen

### Nederlandse Top 40
| Hitnotering: 14-12-2019 t/m 01-08-2020 | Hitnotering: 14-12-2019 t/m 01-08-2020 | Hitnotering: 14-12-2019 t/m 01-08-2020 | Hitnotering: 14-12-2019 t/m 01-08-2020 | Hitnotering: 14-12-2019 t/m 01-08-2020 | Hitnotering: 14-12-2019 t/m 01-08-2020 | Hitnotering: 14-12-2019 t/m 01-08-2020 | Hitnotering: 14-12-2019 t/m 01-08-2020 | Hitnotering: 14-12-2019 t/m 01-08-2020 | Hitnotering: 14-12-2019 t/m 01-08-2020 | Hitnotering: 14-12-2019 t/m 01-08-2020 | Hitnotering: 14-12-2019 t/m 01-08-2020 | Hitnotering: 14-12-2019 t/m 01-08-2020 | Hitnotering: 14-12-2019 t/m 01-08-2020 | Hitnotering: 14-12-2019 t/m 01-08-2020 | Hitnotering: 14-12-2019 t/m 01-08-2020 | Hitnotering: 14-12-2019 t/m 01-08-2020 | Hitnotering: 14-12-2019 t/m 01-08-2020 | Hitnotering: 14-12-2019 t/m 01-08-2020 |
| Week:                                  | 1                                      | 2                                      | 3                                      | 4                                      | 5                                      | 6                                      | 7                                      | 8                                      | 9                                      | 10                                     | 11                                     | 12                                     | 13                                     | 14                                     | 15                                     | 16                                     | 17                                     | 18                                     |
| -------------------------------------- | -------------------------------------- | -------------------------------------- | -------------------------------------- | -------------------------------------- | -------------------------------------- | -------------------------------------- | -------------------------------------- | -------------------------------------- | -------------------------------------- | -------------------------------------- | -------------------------------------- | -------------------------------------- | -------------------------------------- | -------------------------------------- | -------------------------------------- | -------------------------------------- | -------------------------------------- | -------------------------------------- |
| Positie:                               | 29                                     | 10                                     | 5                                      | 3                                      | 2                                      | 1                                      | 2                                      | 2                                      | 2                                      | 1                                      | 1                                      | 1                                      | 1                                      | 1                                      | 1                                      | 1                                      | 2                                      | 2                                      |
| Week:                                  | 19                                     | 20                                     | 21                                     | 22                                     | 23                                     | 24                                     | 25                                     | 26                                     | 27                                     | 28                                     | 29                                     | 30                                     | 31                                     | 32                                     | 33                                     | 34                                     |                                        |                                        |
| Positie:                               | 2                                      | 2                                      | 1                                      | 1                                      | 1                                      | 1                                      | 1                                      | 1                                      | 4                                      | 9                                      | 14                                     | 21                                     | 25                                     | 28                                     | 33                                     | 40                                     | uit                                    |                                        |

### Single Top 100
| Hitnotering: 07-12-2019 t/m 09-04-2022 | Hitnotering: 07-12-2019 t/m 09-04-2022 | Hitnotering: 07-12-2019 t/m 09-04-2022 | Hitnotering: 07-12-2019 t/m 09-04-2022 | Hitnotering: 07-12-2019 t/m 09-04-2022 | Hitnotering: 07-12-2019 t/m 09-04-2022 | Hitnotering: 07-12-2019 t/m 09-04-2022 | Hitnotering: 07-12-2019 t/m 09-04-2022 | Hitnotering: 07-12-2019 t/m 09-04-2022 | Hitnotering: 07-12-2019 t/m 09-04-2022 | Hitnotering: 07-12-2019 t/m 09-04-2022 | Hitnotering: 07-12-2019 t/m 09-04-2022 | Hitnotering: 07-12-2019 t/m 09-04-2022 | Hitnotering: 07-12-2019 t/m 09-04-2022 | Hitnotering: 07-12-2019 t/m 09-04-2022 | Hitnotering: 07-12-2019 t/m 09-04-2022 | Hitnotering: 07-12-2019 t/m 09-04-2022 | Hitnotering: 07-12-2019 t/m 09-04-2022 | Hitnotering: 07-12-2019 t/m 09-04-2022 | Hitnotering: 07-12-2019 t/m 09-04-2022 | Hitnotering: 07-12-2019 t/m 09-04-2022 |
| Week:                                  | 1                                      | 2                                      | 3                                      | 4                                      | 5                                      | 6                                      | 7                                      | 8                                      | 9                                      | 10                                     | 11                                     | 12                                     | 13                                     | 14                                     | 15                                     | 16                                     | 17                                     | 18                                     | 19                                     | 20                                     |
| -------------------------------------- | -------------------------------------- | -------------------------------------- | -------------------------------------- | -------------------------------------- | -------------------------------------- | -------------------------------------- | -------------------------------------- | -------------------------------------- | -------------------------------------- | -------------------------------------- | -------------------------------------- | -------------------------------------- | -------------------------------------- | -------------------------------------- | -------------------------------------- | -------------------------------------- | -------------------------------------- | -------------------------------------- | -------------------------------------- | -------------------------------------- |
| Positie:                               | 33                                     | 14                                     | 8                                      | 8                                      | 3                                      | 1                                      | 2                                      | 2                                      | 2                                      | 2                                      | 1                                      | 1                                      | 1                                      | 1                                      | 1                                      | 1                                      | 2                                      | 2                                      | 3                                      | 3                                      |
| Week:                                  | 21                                     | 22                                     | 23                                     | 24                                     | 25                                     | 26                                     | 27                                     | 28                                     | 29                                     | 30                                     | 31                                     | 32                                     | 33                                     | 34                                     | 35                                     | 36                                     | 37                                     | 38                                     | 39                                     | 40                                     |
| Positie:                               | 4                                      | 3                                      | 3                                      | 2                                      | 3                                      | 4                                      | 5                                      | 5                                      | 9                                      | 15                                     | 16                                     | 15                                     | 17                                     | 18                                     | 17                                     | 21                                     | 23                                     | 25                                     | 32                                     | 32                                     |
| Week:                                  | 41                                     | 42                                     | 43                                     | 44                                     | 45                                     | 46                                     | 47                                     | 48                                     | 49                                     | 50                                     | 51                                     | 52                                     | 53                                     | 54                                     | 55                                     | 56                                     | 57                                     | 58                                     | 59                                     | 60                                     |
| Positie:                               | 33                                     | 42                                     | 39                                     | 41                                     | 44                                     | 44                                     | 44                                     | 46                                     | 46                                     | 46                                     | 43                                     | 42                                     | 33                                     | 17                                     | 28                                     | 33                                     | 42                                     | 18                                     | 28                                     | 33                                     |
| Week:                                  | 61                                     | 62                                     | 63                                     | 64                                     | 65                                     | 66                                     | 67                                     | 68                                     | 69                                     | 70                                     | 71                                     | 72                                     | 73                                     | 74                                     | 75                                     | 76                                     | 77                                     | 78                                     | 79                                     | 80                                     |
| Positie:                               | 32                                     | 34                                     | 22                                     | 24                                     | 28                                     | 34                                     | 44                                     | 51                                     | 50                                     | 51                                     | 46                                     | 51                                     | 57                                     | 58                                     | 56                                     | 59                                     | 65                                     | 87                                     | 66                                     | 66                                     |
| Week:                                  | 81                                     | 82                                     | 83                                     | 84                                     | 85                                     | 86                                     | 87                                     | 88                                     | 89                                     | 90                                     | 91                                     | 92                                     | 93                                     | 94                                     | 95                                     | 96                                     | 97                                     | 98                                     |                                        |                                        |
| Positie:                               | 72                                     | 70                                     | 69                                     | 64                                     | 75                                     | 72                                     | 69                                     | 80                                     | 75                                     | 78                                     | 81                                     | 82                                     | 94                                     | 96                                     | 95                                     | 89                                     | 97                                     | 91                                     |                                        |                                        |

### Mega Top 30
Hitnotering: week 51 2019 t/m week 28 2022. Hoogste notering: #1(10 weken).

### 538 Top 50
Hitnotering: week 51 2019 t/m week 25 2022. Hoogste notering: #1 (10 weken).

### Vlaamse Ultratop 50
| Hitnotering (week 1 t/m 75): 14-12-2019 t/m 15-05-2021 Hitnotering (week 76): 03-07-2021 | Hitnotering (week 1 t/m 75): 14-12-2019 t/m 15-05-2021 Hitnotering (week 76): 03-07-2021 | Hitnotering (week 1 t/m 75): 14-12-2019 t/m 15-05-2021 Hitnotering (week 76): 03-07-2021 | Hitnotering (week 1 t/m 75): 14-12-2019 t/m 15-05-2021 Hitnotering (week 76): 03-07-2021 | Hitnotering (week 1 t/m 75): 14-12-2019 t/m 15-05-2021 Hitnotering (week 76): 03-07-2021 | Hitnotering (week 1 t/m 75): 14-12-2019 t/m 15-05-2021 Hitnotering (week 76): 03-07-2021 | Hitnotering (week 1 t/m 75): 14-12-2019 t/m 15-05-2021 Hitnotering (week 76): 03-07-2021 | Hitnotering (week 1 t/m 75): 14-12-2019 t/m 15-05-2021 Hitnotering (week 76): 03-07-2021 | Hitnotering (week 1 t/m 75): 14-12-2019 t/m 15-05-2021 Hitnotering (week 76): 03-07-2021 | Hitnotering (week 1 t/m 75): 14-12-2019 t/m 15-05-2021 Hitnotering (week 76): 03-07-2021 | Hitnotering (week 1 t/m 75): 14-12-2019 t/m 15-05-2021 Hitnotering (week 76): 03-07-2021 | Hitnotering (week 1 t/m 75): 14-12-2019 t/m 15-05-2021 Hitnotering (week 76): 03-07-2021 | Hitnotering (week 1 t/m 75): 14-12-2019 t/m 15-05-2021 Hitnotering (week 76): 03-07-2021 | Hitnotering (week 1 t/m 75): 14-12-2019 t/m 15-05-2021 Hitnotering (week 76): 03-07-2021 | Hitnotering (week 1 t/m 75): 14-12-2019 t/m 15-05-2021 Hitnotering (week 76): 03-07-2021 | Hitnotering (week 1 t/m 75): 14-12-2019 t/m 15-05-2021 Hitnotering (week 76): 03-07-2021 | Hitnotering (week 1 t/m 75): 14-12-2019 t/m 15-05-2021 Hitnotering (week 76): 03-07-2021 | Hitnotering (week 1 t/m 75): 14-12-2019 t/m 15-05-2021 Hitnotering (week 76): 03-07-2021 | Hitnotering (week 1 t/m 75): 14-12-2019 t/m 15-05-2021 Hitnotering (week 76): 03-07-2021 | Hitnotering (week 1 t/m 75): 14-12-2019 t/m 15-05-2021 Hitnotering (week 76): 03-07-2021 | Hitnotering (week 1 t/m 75): 14-12-2019 t/m 15-05-2021 Hitnotering (week 76): 03-07-2021 | Hitnotering (week 1 t/m 75): 14-12-2019 t/m 15-05-2021 Hitnotering (week 76): 03-07-2021 | Hitnotering (week 1 t/m 75): 14-12-2019 t/m 15-05-2021 Hitnotering (week 76): 03-07-2021 | Hitnotering (week 1 t/m 75): 14-12-2019 t/m 15-05-2021 Hitnotering (week 76): 03-07-2021 | Hitnotering (week 1 t/m 75): 14-12-2019 t/m 15-05-2021 Hitnotering (week 76): 03-07-2021 | Hitnotering (week 1 t/m 75): 14-12-2019 t/m 15-05-2021 Hitnotering (week 76): 03-07-2021 | Hitnotering (week 1 t/m 75): 14-12-2019 t/m 15-05-2021 Hitnotering (week 76): 03-07-2021 |
| Week:                                                                                    | 1                                                                                        | 2                                                                                        | 3                                                                                        | 4                                                                                        | 5                                                                                        | 6                                                                                        | 7                                                                                        | 8                                                                                        | 9                                                                                        | 10                                                                                       | 11                                                                                       | 12                                                                                       | 13                                                                                       | 14                                                                                       | 15                                                                                       | 16                                                                                       | 17                                                                                       | 18                                                                                       | 19                                                                                       | 20                                                                                       | 21                                                                                       | 22                                                                                       | 23                                                                                       | 24                                                                                       | 25                                                                                       | 26                                                                                       |
| ---------------------------------------------------------------------------------------- | ---------------------------------------------------------------------------------------- | ---------------------------------------------------------------------------------------- | ---------------------------------------------------------------------------------------- | ---------------------------------------------------------------------------------------- | ---------------------------------------------------------------------------------------- | ---------------------------------------------------------------------------------------- | ---------------------------------------------------------------------------------------- | ---------------------------------------------------------------------------------------- | ---------------------------------------------------------------------------------------- | ---------------------------------------------------------------------------------------- | ---------------------------------------------------------------------------------------- | ---------------------------------------------------------------------------------------- | ---------------------------------------------------------------------------------------- | ---------------------------------------------------------------------------------------- | ---------------------------------------------------------------------------------------- | ---------------------------------------------------------------------------------------- | ---------------------------------------------------------------------------------------- | ---------------------------------------------------------------------------------------- | ---------------------------------------------------------------------------------------- | ---------------------------------------------------------------------------------------- | ---------------------------------------------------------------------------------------- | ---------------------------------------------------------------------------------------- | ---------------------------------------------------------------------------------------- | ---------------------------------------------------------------------------------------- | ---------------------------------------------------------------------------------------- | ---------------------------------------------------------------------------------------- |
| Positie:                                                                                 | 39                                                                                       | 10                                                                                       | 7                                                                                        | 7                                                                                        | 3                                                                                        | 2                                                                                        | 1                                                                                        | 1                                                                                        | 1                                                                                        | 1                                                                                        | 1                                                                                        | 1                                                                                        | 1                                                                                        | 1                                                                                        | 1                                                                                        | 1                                                                                        | 1                                                                                        | 1                                                                                        | 1                                                                                        | 1                                                                                        | 2                                                                                        | 2                                                                                        | 1                                                                                        | 2                                                                                        | 1                                                                                        | 1                                                                                        |
| Week:                                                                                    | 27                                                                                       | 28                                                                                       | 29                                                                                       | 30                                                                                       | 31                                                                                       | 32                                                                                       | 33                                                                                       | 34                                                                                       | 35                                                                                       | 36                                                                                       | 37                                                                                       | 38                                                                                       | 39                                                                                       | 40                                                                                       | 41                                                                                       | 42                                                                                       | 43                                                                                       | 44                                                                                       | 45                                                                                       | 46                                                                                       | 47                                                                                       | 48                                                                                       | 49                                                                                       | 50                                                                                       | 51                                                                                       | 52                                                                                       |
| Positie:                                                                                 | 2                                                                                        | 2                                                                                        | 2                                                                                        | 4                                                                                        | 6                                                                                        | 6                                                                                        | 6                                                                                        | 7                                                                                        | 7                                                                                        | 12                                                                                       | 9                                                                                        | 10                                                                                       | 10                                                                                       | 16                                                                                       | 17                                                                                       | 18                                                                                       | 13                                                                                       | 17                                                                                       | 22                                                                                       | 23                                                                                       | 19                                                                                       | 29                                                                                       | 24                                                                                       | 24                                                                                       | 26                                                                                       | 21                                                                                       |
| Week:                                                                                    | 53                                                                                       | 54                                                                                       | 55                                                                                       | 56                                                                                       | 57                                                                                       | 58                                                                                       | 59                                                                                       | 60                                                                                       | 61                                                                                       | 62                                                                                       | 63                                                                                       | 64                                                                                       | 65                                                                                       | 66                                                                                       | 67                                                                                       | 68                                                                                       | 69                                                                                       | 70                                                                                       | 71                                                                                       | 72                                                                                       | 73                                                                                       | 74                                                                                       | 75                                                                                       |                                                                                          | 76                                                                                       |                                                                                          |
| Positie:                                                                                 | 13                                                                                       | 11                                                                                       | 15                                                                                       | 6                                                                                        | 11                                                                                       | 26                                                                                       | 33                                                                                       | 35                                                                                       | 37                                                                                       | 33                                                                                       | 30                                                                                       | 29                                                                                       | 29                                                                                       | 40                                                                                       | 35                                                                                       | 32                                                                                       | 39                                                                                       | 41                                                                                       | 37                                                                                       | 46                                                                                       | 43                                                                                       | 47                                                                                       | 47                                                                                       | uit                                                                                      | 50                                                                                       | uit                                                                                      |

### NPO Radio 2 Top 2000
| Nummer met noteringen in de NPO Radio 2 Top 2000 | '20 | '21 | '22 | '23 | '24 |
| ------------------------------------------------ | --- | --- | --- | --- | --- |
| Blinding Lights                                  | 98  | 156 | 171 | 195 | 270 |

1. ↑  Een vetgedrukt getal geeft de hoogste notering aan.
2. ↑  2020 was het eerste jaar met een notering voor dit nummer.

## Awards en nominaties
| Jaar | Awards                       | Categorie                       | Resultaat   | Referentie |
| ---- | ---------------------------- | ------------------------------- | ----------- | ---------- |
| 2020 | MTV Video Music Awards       | Video of the year               | Gewonnen    | [ 8 ]      |
| 2020 | MTV Video Music Awards       | Beste Cinematography            | Genomineerd | [ 8 ]      |
| 2020 | MTV Video Music Awards       | Beste Direction                 | Genomineerd | [ 8 ]      |
| 2020 | MTV Video Music Awards       | Best Editing                    | Genomineerd | [ 8 ]      |
| 2020 | MTV Video Music Awards       | Best R&B video                  | Gewonnen    | [ 8 ]      |
| 2020 | MTV Video Music Awards       | Song of Summer                  | Genomineerd | [ 8 ]      |
| 2020 | MTV Europe Music Awards      | Best Song                       | Genomineerd | [ 9 ]      |
| 2020 | MTV Europe Music Awards      | Best Video                      | Genomineerd | [ 9 ]      |
| 2020 | MTV Video Music Awards Japan | Best Male Video – International | Gewonnen    | [ 10 ]     |
| 2020 | American Music Awards        | Video of the year               | Genomineerd | [ 11 ]     |
| 2020 | American Music Awards        | Best Pop Song                   | Genomineerd | [ 11 ]     |
| 2020 | Variety's Hitmakers          | Record of the Year              | Gewonnen    | [ 12 ]     |
| 2021 | iHeart Radio Awards          | Beste nummer                    | Gewonnen    |            |
| 2021 | iHeart Radio Awards          | Beste videoclip                 | Genomineerd |            |
| 2021 | iHeart Radio Awards          | Beste TikTok Virale lied        | Gewonnen    |            |
| 2021 | iHeart Radio Awards          | Titanium song of the year       | Gewonnen    |            |
| 2021 | Juno Awards                  | Single of the Year              | Gewonnen    |            |
| 2021 | Gaffa Awards (Zweden)        | International Song of the Year  | Gewonnen    |            |
| 2021 | Billboard Music Awards       | Top Hot 100 Song                | Gewonnen    |            |
| 2021 | Billboard Music Awards       | Top Radio Song                  | Gewonnen    |            |
| 2021 | Billboard Music Awards       | Top R&B Song                    | Gewonnen    |            |
| 2021 | Billboard Music Awards       | Top Selling Song                | Genomineerd |            |
| 2021 | Billboard Music Awards       | Top Streaming Song              | Genomineerd |            |